# Estación de Euba
Euba es una estación de ferrocarril en superficie perteneciente a la línea 1 de Euskotren Trena. Se ubica en el barrio homónimo del municipio vizcaíno de Amorebieta-Echano. Fue inaugurada en 2008, y su tarifa corresponde a la zona 3 del Consorcio de Transportes de Bizkaia.

## Accesos
- Barrio Euba, 4
- Interior de la estación

## Nueva estación
La estación de Euba comenzó a construirse en 2005, el marco de las obras de duplicación de vía en el tramo Amorebieta - Traña-Matiena de Euskal Trenbide Sarea. Fue inaugurada en 2008.
La estación cuenta con dos andenes, uno central y otro lateral. El cambio de andenes se hace por una pasarela cubierta sobre las vías que dispone de escaleras y ascensores, lo que garantiza su accesibilidad.